# Epiechinus cavisternus
Epiechinus cavisternus är en skalbaggsart som beskrevs av Heinrich Bickhardt 1918. Epiechinus cavisternus ingår i släktet Epiechinus och familjen stumpbaggar. Inga underarter finns listade i Catalogue of Life.